# Rose Valley (Saskatchewan)
Rose Valley es un pueblo canadiense situado en la provincia de Saskatchewan.

## Superficie
Rose Valley tiene una superficie de 1,05 km².

## Demografía
En 2021, tenía 256 habitantes, una densidad poblacional de 244,7 hab./km², y 141 viviendas.